# Wilkołek Grójecki
Wilkołek Grójecki [pronunciación en polaco: /vilˈkɔwɛk ɡruˈjɛt͡squí/] es un pueblo ubicado en el distrito administrativo de Gmina Złoczew, dentro del distrito de Sieradz, Voivodato de Łódź, en Polonia central. Se encuentra aproximadamente a 4 kilómetros al noroeste de Złoczew, a 23 kilómetros al suroeste de Sieradz, y a 74 kilómetros al suroeste de la capital regional Łódź.